# Espectro audível
O espectro audível é uma faixa de frequência sonora que um sistema auditivo com uma audição regular consegue perceber e processar, um som compreendido entre as frequências 20 Hz e 20 000 Hz e, com a pressão sonora compreendida entre 0,00002 Pa e 200 Pa; sendo assim o espectro formado por cerca de dez oitavas (da frequência mais grave à mais aguda), com o dobramento sucessivo das frequências das oitavas.
As frequências sonoras são medidas dentro de uma escala, compreendida entre 0Hz e 200 000 Hz. Os sons inaudíveis, estão abaixo das frequências de 20 Hz chamados de infrassom (frequências sonoras extremamente graves), usadas por alguns animais como uma maneira de se comunicar (baleia e girafa) e, que estão acima das frequências de 20 mil Hz chamados de ultrassom (frequências sonoras extremamente agudas).
Outras espécies têm diferentes gamas de audição, como por exemplo, algumas raças de cães podem perceber vibrações de até 60 000 Hz.

## Audição
Para que o som seja ouvido e entendido, este depende da intensidade (ou nível de pressão sonora). Nos seres humanos, as vibrações causadas pelo som dentro da orelha provocam a movimentação da membrana timpânica; esta movimentação é transmitida para minúsculos ossículos (martelo, bigorna e estribo), que causam a movimentação dos líquidos presentes dentro de uma estrutura óssea chamada cóclea. Onde também existem células sensoriais (células ciliadas) que transformam as vibrações sonoras em impulsos nervosos, que serão transmitidos pelo nervo acústico (nervo vestibulococlear) pelas vias auditivas até o córtex.

## Espectro
| FAIXA DE FREQUÊNCIA SONORA AUDÍVEL | FAIXA DE FREQUÊNCIA SONORA AUDÍVEL                       | FAIXA DE FREQUÊNCIA SONORA AUDÍVEL                       | FAIXA DE FREQUÊNCIA SONORA AUDÍVEL                       | FAIXA DE FREQUÊNCIA SONORA AUDÍVEL                       |
| ---------------------------------- | -------------------------------------------------------- | -------------------------------------------------------- | -------------------------------------------------------- | -------------------------------------------------------- |
| Espectros Altura                   | Grave                                                    | Médias baixas                                            | Médias altas                                             | Agudo                                                    |
| Frequência                         | 20 Hz~200 Hz                                             | 200 Hz~1 000 Hz                                          | 1 000 Hz~5 000 Hz                                        | 5 000~20 000 Hz                                          |
| Descrição                          | Faixa da audição humana (perspetivável ao ouvido humano) | Faixa da audição humana (perspetivável ao ouvido humano) | Faixa da audição humana (perspetivável ao ouvido humano) | Faixa da audição humana (perspetivável ao ouvido humano) |